# Ciaran Bourke
Ciarán Bourke (18. februar 1935 – 10. maj 1988) var en irsk musiker og en af grundlæggerne af folkemusikgruppen The Dubliners, som han var medlem af fra 1962 til 1974.

## Opvækst
Ciarán Bourke blev født i Dublin d. 18. februar 1935, men levede det meste af sit liv i Tibradden, County Dublin. Hans far, der var læge, havde praksis i byen. Børnene havde en irsktalende barnepige. Den tidlige påvirkning på modersmålet fulgte, ham da han begyndte på sin uddannelse på Colaiste Mhuire i Dublin. Han kom ind på University College Dublin og læste agronomi i et år. Selvom han aldrig færdiggjorde studiet, forblev interesseret i landbrug hele sit liv.

## Karriere
Efter at have forladt universitetet mødte han Ronnie Drew og Barney McKenna, der inviterede Bourke til at spille med dem på O'Donoghue's Pub. Han spillede tinwhistle, guitar, mundharmonika og sang. Luke Kelly vendte tilbage til Dublin efter at have sunget på klubber i Storbritannien og sluttede sig til gruppen, der kaldte sig Ronnie Drew Group with Luke Kelly. De opnåede en betragtelig lokal popularitet. Efter at gruppen havde skiftet navn til The Dubliners, arrangerede de en koncert med folkemusik i Dublin. Det var den første koncert af denne type og var en en stor succes. Dette affødte en teaterproduktion kaldet "A Ballad Tour of Ireland" som blev spillet på Gate Theatre.
Det var Bourke's fortjeneste at gælisk fik så stor en plads i The Dubliners musik som den gjorde. Det høres bl.a. i sange som "Peggy Lettermore" og "Sé Fáth Mo Bhuartha", der bliver sunget på det irske sprog. Han oversatte flere af gruppens sange fra gælisk til engelsk.
Han sang også flere af gruppens mere muntre og humoristiske sange som "Jar of Porter", "The Dublin Fusiliers", "The Limerick Rake", "Mrs. McGrath", "Darby O'Leary", "All For Me Grog" og "The Ballad of Ronnie's Mare". Derudover sang han patriotiske sange som "Roddy McCorley", "The Enniskillen Dragoons", "Take It Down From The Mast" og "Henry Joy".

## Sidste tid og død
D. april 1974 rejste The Dubliners til Eastbourne, hvor de skulle spille en koncert. Luke var bekymret over Bourke, der bevægede sit hoved, som om han forsøgte at lindre en tiltagende smerte. Fire minutter inde i anden halvdel blev det besluttet, at han ikke kunne fortsætte koncerten. Luke insisterede på, at der skulle tilkaldes en læge, men roadien på turen, John Corry, mente det var hurtigere at køre selv, og kørte Bourke direkte til St. George's Hospital. Her blev han diagnosticeret med en hjerneblødning. Herefter blev han overført til Atkinson Morley Hospital i Wimbledon. I mellemtiden var hans kone blev kaldt hjem fra Ghana. Hun blev fortalt, at der var risiko for yderligere blødninger, hvilket ville forværre hans situation. Bourke blev opereret ved første lejlighed. Blødningen begyndte igen, da han var på operationsbordet, hvilket betød at de ikke kunne genoprette skaden, men kun standse blødningen. Bourke blev lam i venstre side, og forvirret over hvor han var, og hvad der var sket.
Han modtog intensiv terapi på en klinik i Dun Laoghaire, County Dublin. Han var stædig og insisterede på at slutte sig til The Dubliners ved deres næste turne i Europa, som skulle foregå november samme år. Gruppen var bekymrede, men Bourke insisterede fortsat på, at han var rask nok til at kunne spille med dem i Tyskland. De foretrak, at han slappede lidt af, og i stedet tog et par mindre shows i Irland. Trods dette deltog han på turneen, men der gik ikke længe før turneen satte sit præg på ham, og det blev besluttet at han skulle vende hjem. Han blev fløjet fra Bruxelles til Dublin.
Efter han måtte indse, at hans karriere som professionel musiker var ovre, blev han antikvitetshandler.
Ciarán Bourke døde d. 10. maj 1988 efter lang tids sygdom. Fra 1974 og frem til sin død fik han fortsat løn fra The Dubliners, som om han stadig var medlem.

## Andet
Ciarán Bourke giftede sig med Jeannie Bonham d. 5. april 1964. Sammen fik de seks døtre; Ciara, Laoighse, Siobhra, Rathfionna, Saoirse og Seodhna. De boede et hus på et bjerg uden for Dublin med udsigt over byen.
Bourke er det eneste medlem af The Dubliners (nuværende og tidligere), der udelukkende har udgivet musik med gruppen.
Den sidste gang han optrådte med The Dubliners var til deres 25-års jubilæum i 1987, hvor han oplæste digtet "the Lament for Brendan Behan".